# 林立偉
林立偉（1985年3月15日—），是台灣的格鬥遊戲玩家，遊戲代號Oil King、暱稱五股石油王。擅長《快打旋風V》，曾多次取得格鬥遊戲國際賽事的佳績。

## 經歷
林立偉從小就對格鬥遊戲有興趣，曾就讀成州國小，課外休閒娛樂就是到電動間玩樂，出社會後也並未間斷，並在正職之餘多次參與國際賽事，之後辭職並轉為專職格鬥電玩家，並以贏得EVO和CAPCOM Pro Tour為目標。。
2018年3月，林立偉加入電競戰隊UYU。同年9月，林立偉於Capcom Pro Tour白金賽中擊敗日本選手ももち，奪得冠軍，這是他生涯首座《快打旋風V》白金賽冠軍，也使他的年度排名來到世界第七。
2019年，林立偉仍參予多場Capcom Pro Tour官方賽事，其中韓國Fighter's Spririt 獲得季軍、泰國TGU x SEA Major獲得冠軍，一路打進2019Capcom Cup並奪取世界第九名。
2021年5月7日，Red Bull Taiwan簽下林立偉，使他成為首位Red Bull Taiwan的格鬥電競選手，原先他預定在該年5月到倫敦參與紅牛盃世界決賽，但受到嚴重特殊傳染性肺炎疫情影響而取消。同年10月，Red Bull Beat The Pro開辦《快打旋風V》北中南巡迴交流賽，贏家可獲得挑戰林立偉的權利。同年11月，林立偉代表台灣到美國出戰紅牛盃的《快打旋風V》項目，這是他第一次以Red Bull電競選手的身分參與比賽。
2022年，林立偉在2022 EVO的《快打旋風V: 冠軍版》項目打入前八強，最終以第五名作收。並於下半年領軍UYU TEAM獲取美國Street Fighter League美國賽區冠軍。
2023年2月，參加Capcom Cup《快打旋風V》項目總決賽獲得第二十五名，同時參加團體賽Street Fighter League獲得亞軍。
2023年4月，參加EVO Japan 2023，在《快打旋風 5 冠軍版》錦標賽中奪冠。同年9月，林立偉作為中華台北代表團成員參與電競賽事，於《快打旋風V：冠軍版本》項目中奪得銅牌。
2025年5月2日，先於個人臉書公布加入T1成為旗下格鬥遊戲選手，後於同日由J Team公布成為旗下Street Fighter隊伍後勤。

## 獎項紀錄
| 年份   | 頒獎典禮        | 獎項           | 結果 |
| ------ | --------------- | -------------- | ---- |
| 2023年 | GQ 年度風格大賞 | 年度最佳拳手獎 | 獲獎 |